# 米倉加奈子
米倉加奈子（日语：／ Yonekura Kanako，1976年10月29日—），日本退役女子羽毛球运动员。東京都小平市出生，隸屬於Dydo Drinco公司。2008年正式退役，2009年出任日本羽毛球隊教練。
1998年，米倉在曼谷亞運會羽毛球女子單打決賽中，擊敗中國运动员龔智超，奪得金牌。
2000年，瑞典公开赛女单冠军。
2004年雅典奧運會羽毛球女子單打賽事中，在第32回合敗給悉尼奧運會亞軍丹麥選手卡米拉·马尔廷。

## 主要比賽成績
只列出曾進入準決賽的國際賽事成績：
| 年份   | 賽事                 | 公開賽級別 | 項目     | 成績 |
| ------ | -------------------- | ---------- | -------- | ---- |
| 2004年 | 亞洲羽毛球錦標賽     | 其他       | 女子單打 | 季軍 |
| 2007年 | 大阪羽毛球國際挑戰賽 | 國際挑戰賽 | 女子單打 | 亞軍 |

| 2007-2017年 | 首要超級賽 | 超級賽 | 黃金大獎賽 | 大獎賽 | 國際挑戰賽 | 國際系列賽 | 未來系列賽 | 其他 |

### 奧運會和世錦賽參賽紀錄
|          | 2000 | 2001 | 2003 | 2004 | 2005 |
| -------- | ---- | ---- | ---- | ---- | ---- |
| 女子單打 | 16強 | 8強  | 8強  | 32強 | 32強 |